# Felton (Delaware)
Felton é uma vila localizada no estado americano de Delaware, no condado de Kent.

## Geografia
De acordo com o United States Census Bureau, a vila tem uma área de 2,1 km², onde todos os 2,1 km² estão cobertos por terra.

### Localidades na vizinhança
O diagrama seguinte representa as localidades num raio de 16 km ao redor de Felton.

## Demografia
Segundo o censo nacional de 2010, a sua população é de 1 298 habitantes e sua densidade populacional é de 611,2 hab/km². Possui 551 residências, que resulta em uma densidade de 259,4 residências/km².